# Polisens aktionsstyrka

Polisens aktionsstyrka (danska: Politiets Aktionsstyrke) (AKS) är en dansk polisiär insatsstyrka.

## Bakgrund
AKS bildades under 1972 i den danska rikspolisen, som en följd av terroristdåden vid OS i München 1972. Från 2005 underställdes AKS Politiets Efterretningstjeneste (PET) som ett led i Regeringen Anders Fogh Rasmussen II:s handlingsplan mot terrorism. 
Den består av cirka 70 personer som indelas i insatsgrupper om åtta man, inklusive prickskyttar. AKS används bl.a. för fritagning av gisslan och ingripanden mot farliga brottslingar eller bekämpning av terrordåd. Förbandet tränar tillsammans med både arméns och flottans specialförband, Jægerkorpset och Frømandskorpset, enheter som båda kan användas för insatsverksamhet eller terrorbekämpning inom Danmark.  
AKS motsvarar Nationella insatsstyrkan i Sverige och de båda enheterna har ett aktivt samarbete.